# Nitrate de césium
Le nitrate de césium est un composé chimique de césium de formule brute CsNO3.
Il est utilisé dans des compositions pyrotechniques, comme colorant ou oxydant, dans des leurres ou des fusées éclairantes.  Les émissions de césium possèdent deux puissants raies spectrales, l'une à 852,113 nm et l'autre à 894,347 nm.